# Lake Wales
Lake Wales é uma cidade localizada no estado americano da Flórida, no condado de Polk. Foi incorporada em 1917.

## Geografia
De acordo com o United States Census Bureau, a cidade tem uma área de 51,7 km², onde 48,4 km² estão cobertos por terra e 3,3 km² por água.

### Localidades na vizinhança
O diagrama seguinte representa as localidades num raio de 16 km ao redor de Lake Wales.

## Demografia
Segundo o censo nacional de 2010, a sua população é de 14 225 habitantes e sua densidade populacional é de 293,86 hab/km². Possui 6 900 residências, que resulta em uma densidade de 142,54 residências/km².